# Niedźwiednik (gromada)
Niedźwiednik – dawna gromada, czyli najmniejsza jednostka podziału terytorialnego Polskiej Rzeczypospolitej Ludowej w latach 1954–1972.
Gromady, z gromadzkimi radami narodowymi (GRN) jako organami władzy najniższego stopnia na wsi, funkcjonowały od reformy reorganizującej administrację wiejską przeprowadzonej jesienią 1954 do momentu ich zniesienia z dniem 1 stycznia 1973, tym samym wypierając organizację gminną w latach 1954–1972.
Gromadę Niedźwiednik z siedzibą GRN w Niedźwiedniku utworzono – jako jedną z 8759 gromad na obszarze Polski – w powiecie ząbkowickim w woj. wrocławskim, na mocy uchwały nr 33/54 WRN we Wrocławiu z dnia 2 października 1954. W skład jednostki weszły obszary dotychczasowych gromad: Niedźwiednik ze zniesionej gminy Sadlno, Rososznica ze zniesionej gminy Nieszków oraz Starczów ze zniesionej gminy Kamieniec Ząbkowicki w tymże powiecie. Dla gromady ustalono 18 członków gromadzkiej rady narodowej.
1 lipca 1968 gromadę zniesiono, a jej obszar włączono do gromady Ziębice (wsie Niedźwiednik i Rososznica) i do nowo utworzonej gromady Kamieniec Ząbkowicki (wieś Starczów) w tymże powiecie.